# Erna Holleis
Erna Holleis (3. Dezember 1970 in Salzburg – 6. April 2006 ebenda) war eine österreichische Autorin, die insbesondere durch ihre Lyrik bekannt wurde.

## Leben und Werk
Erna Holleis wuchs in Salzburg auf, wo sie zeitlebens wohnte. Sie studierte Deutsche Philologie. Ihre Texte veröffentlichte sie vorwiegend in Literaturzeitschriften (z. B. außer.dem, Kolik, Perspektive, Wespennest), dem Rundfunk und Anthologien. 2003 erschien der Lyrikband katze katze. Erna Holleis starb am 6. April 2006 durch Suizid. Posthum wurde eine CD mit Texten und Interviews der Autorin unter dem Titel hollview veröffentlicht.

## Publikationen (Auswahl)
- katze katze Gedichte, edition zzoo, Wien 2003, ISBN 3-902190-16-7.
- hollview CD, edition zzoo, Wien 2006, ISBN 978-3-902190-08-6.

## Auszeichnungen
- 2000 Salzburger Jahresstipendium
- 2002/2003 Staatsstipendium für Literatur